# T2FD

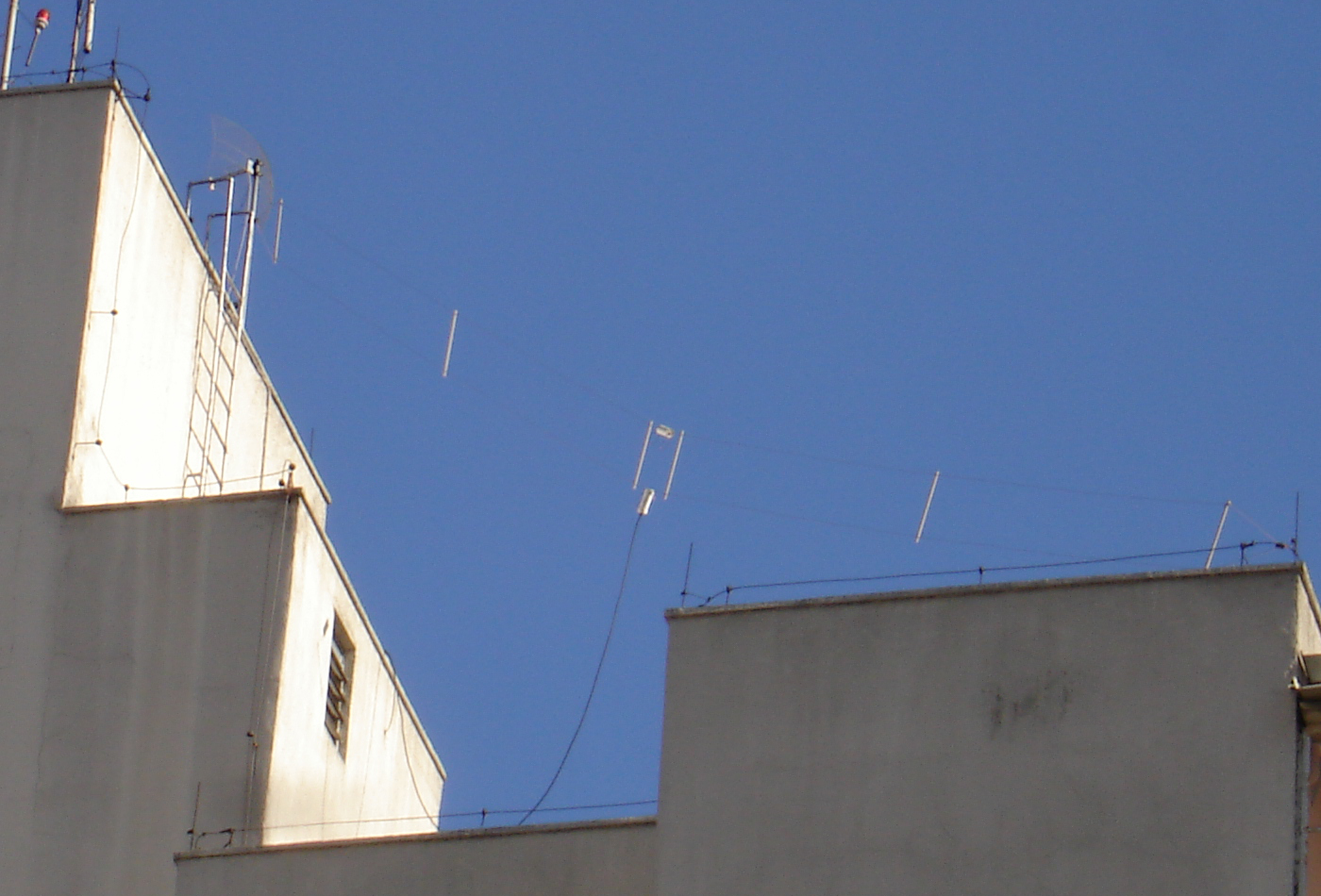
T2FD usada para as faixas de radioamador de 40 m a 10 m.

T2FD do inglês "Tilted Terminated Folded Dipole" o que seria em tradução literal "Dipolo Dobrado Terminado Inclinado" é um tipo de antena de transmissão não ressonante e não direcional de banda larga para a faixa de ondas curtas, que foi criada com base em estudos da Marinha dos Estados Unidos.

## Nomes
Essa antena também é conhecida como TTFD, W3HH (indicativo de chamada) ou Squashed Rhombic (rômbica achatada). Também é utilizada a denominação WBFD "Wide Band Folded Dipole" (dipolo dobrado banda larga) quando a antena é utilizada horizontalmente ao solo ao invés de inclinada como no projeto original.

## Tipos
- Há um modelo com três fios[1] ao invés dos dois do projeto original, que apresenta um ganho um pouco melhor em frequências mais baixas, porém faz com que a antena tenha menor resistência mecânica a ventos.
- O radioamador F6GWO[2] fez uma modificação na construção que faz com que uma T2FD de menores dimensões alcance frequências mais baixas.

## Detalhes construtivos

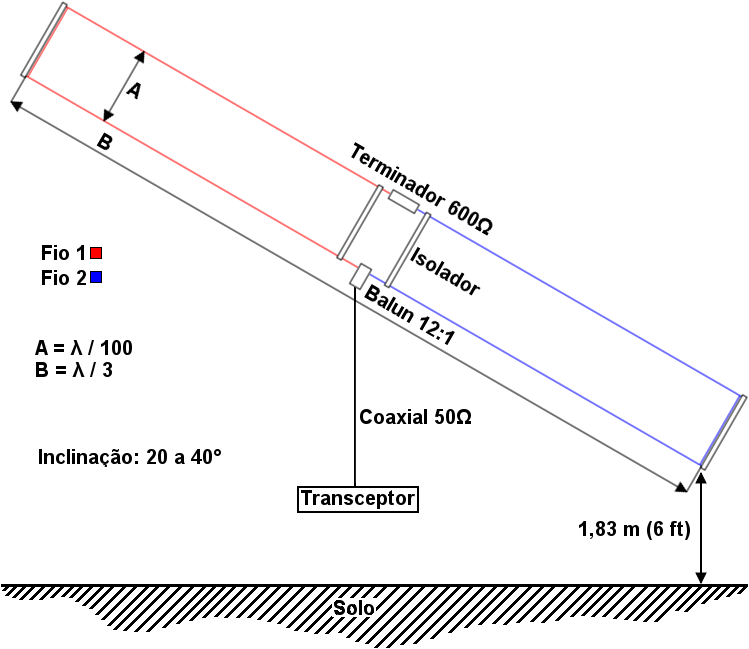
Diagrama de uma T2FD.

Essa antena segundo o projeto original é uma variação da dipolo dobrado comum, alimentado por uma linha de transmissão paralela com a impedância de 600 ohms e com um terminador resistivo não indutivo no centro com a resistência de 600 ohms.
O terminador é utilizado para que a antena não seja ressonante em uma frequência específica e dissipa parte da potência do transmissor em favor da largura de banda. A capacidade de dissipação do resistor ou conjunto de resistores utilizados no terminador deve ser de no mínimo 35% da potência de transmissão que será aplicada à antena.
Os projetos atuais dessa antena não utilizam a linha de transmissão paralela e sim um balun de ferrite híbrido (de corrente e tensão) que adapta os 600 ohms de impedância característica dessa antena para os 50 ohms dos cabos coaxiais que hoje são largamente utilizados como linhas de transmissão.
A versão original utiliza dois fios e não especifica o material do qual devem ser compostos. Os fabricantes atuais possuem antenas com fios flexíveis de cobre ou aço inoxidável na qual a única diferença observada é a maior resistência mecânica do último material.
O comprimento total da antena deve ser um terço e a distância entre os fios deve ser de um centésimo do comprimento de onda da menor na qual deseja-se transmitir.
O projeto original prevê uma distância de 1,83 m (6 ft) entre uma das extremidades da antena e o solo e com uma inclinação de aproximadamente 30° (20 a 40°), daí vem o termo tilted. É possível utilizá-la em outras posições e inclinações o que vai fazer com que o diagrama de irradiação da antena mude e há diferentes recomendações entre os fabricantes. A distância com relação ao solo pode ser alterada para a utilização do modo de propagação NVIS, porém as frequências mais altas serão prejudicadas devido a baixa altura da antena.
Para prender os isoladores das pontas da antena aos mastros é recomendado o uso de cordas de poliéster devido a sua grande resistência aos raios UV e pela isolação elétrica que o material proporciona.
Já para os isoladores, geralmente são utilizados tubos de PVC com bitola de 15 ou 22 mm que possuem aditivos de proteção contra os raios UV para uma maior durabilidade na exposição diária ao sol. Como no mercado brasileiro é difícil encontrar tubos de PVC com esse tipo de aditivo, podem ser usados tubos para água quente. Geralmente são usados 4 isoladores, sendo 2 centrais e 2 nas extremidades da antena, porém podem ser adicionados mais isoladores com o objetivo de manter os fios afastados na distância correta como ocorre na imagem acima.

## Balun
Não há uma versão definitiva do balun para essa antena, alguns fabricantes utilizam um ou mais toróides para fazer o enrolamento descrito no final da página do F6GWO e outros como a B&W utilizam o balun descrito na patente US (expirada) 4511898.

## Histórico
O primeiro documento disponível ao público foi um artigo do Capitão Gilbert L. Countryman da Marinha dos Estados Unidos, então radioamador cujo indicativo era W3HH na revista QST de junho de 1949 (páginas 54 e 55), onde é demonstrado o projeto, os cálculos dos comprimentos e as distâncias entre os fios necessárias para a menor frequência utilizada e que podem ser utilizados até uma banda de 5 para 1. Isso significa que ao desenvolver uma antena para a faixa de 40 m de radioamador cuja menor frequência é de 7 MHz a antena pode ser utilizada até 35 MHz cobrindo todas as faixas de 40 a 10 m.
Há um outro artigo escrito pelo Cap. Countryman na revista CQ de novembro de 1951 (páginas 28, 52, 54 e 55) onde é descrita a performance da antena com base em alguns experimentos dele e de organizações militares que atestam que as fórmulas estão razoavelmente certas e que algumas antenas Zepp dessas organizações foram substituídas pela T2FD por apresentarem melhor performance.

## Patentes relacionadas
Embora a primeira publicação relacionada a essa antena tenha surgido em 1949, a primeira patente relacionada foi registrada em 1983, patente US (expirada) 4423423 e como já mencionado acima, há outra com a descrição de um balun para a antena na patente US (expirada) 4511898.

## Uso
Como possui banda larga e ROE abaixo de 2:1, os transceptores ligados a ela não necessitem de acoplador, fazendo com que esse tipo de antena seja muito utilizado para ALE (Automatic Link Establishment) e espalhamento espectral.
É largamente utilizada por organizações militares, serviços de emergência, embaixadas e radioamadores que desejam utilizar várias faixas das frequências de ondas curtas com uma única antena.
Também é apreciada pelos rádio escutas de ondas curtas pela largura de banda e baixa sucetividade para a captação de ruídos.

## Fabricantes
- Barker & Williamson
- Buxcomm
- Giovannini
- RF-Systems
- Array Solutions - AS-BB Series
- Codan - 463
- Icom - AH-710
- Yaesu - YA-30
- Electril - HDDX[ligação inativa]
- ITA
- Star Antenna - SXO-15
- Tennadyne - TD Series
- Spy-Ro - FD-1.6-30
- Rohde & Schwarz HD420
- RadioWavz
- Antenna Experts